# リエン・ヒソルフ
リエン・ヒソルフ （Carolina Anna "Lien" Gisolf、1910年7月13日-1993年5月30日）は、オランダの陸上競技選手。1928年アムステルダムオリンピックの銀メダリストである。

## 経歴
ヒソルフは、まだ学生だった1926年に、学校において走高跳に挑戦したところ、クラスメートたちよりも30cmも高く跳躍を見せたことから、彼女に走高跳の適性があることがわかった。彼女は、その後2年もたたないうちに、1.465mの跳躍をみせ、非公認ながらオランダ記録を樹立。さらに、1928年7月3日にはブリュッセルで1.582mの世界新記録を樹立した。このとき、彼女にとってまだ2回目の大会であった。
同年には、地元で開催されたアムステルダムオリンピックに出場した。1.56mでカナダのエセル・キャサーウッドに次いで2位となり銀メダルを獲得。オランダ人女性陸上競技選手としてはじめてのオリンピックでのメダル獲得となった。
その後のヒソルフは1929年に1.608mの世界新記録を樹立。1930年にプラハで行われた国際女子競技大会では、1.57mでアムステルダムオリンピックに次いで2位となる。ヒソルフは、この大会、ドイツのエレン・ブラウミューラーとともに最後の2人となったところで、筋肉を痛め跳躍できなくなる。これによりブラウミューラーは、優勝が確定する。彼女は跳び上がって喜びを表現した。これに対し、25,000人の観衆は、ブラウミューラーの態度を激しく非難。表彰式では拍手することを拒否。しかし、銀メダルのヒソルフには大きな拍手を贈った。
ヒソルフは、1932年6月には1.623mの跳躍を見せ、自身の世界新記録を3年ぶりに更新。同年夏のロサンゼルスオリンピックに2大会連続出場を果たす。しかし、結果は4位と振るわなかった。その後、彼女は急激に陸上に興味を失っていき、4年後に引退。代わりにホッケーに興味を持つようになった。